# Rettichstrafe
Die Rettichstrafe (altgriechisch ἀπο-ραφανίδωσις ‚Ver-rettichung‘ und ῥαφανιδόω ‚ich bestrafe mit dem Rettich‘) war eine zumindest in Athen, möglicherweise auch in anderen Teilen des antiken Griechenlands angewendete Körperstrafe, bei der zwangsweise eine Rettich-Wurzel als Fremdkörper in den Anus eingeführt wurde.
Die Rettichstrafe wurde bei einem moichós (ὁ μοιχός ‚Ehebrecher‘) angewandt. Neben dem Ehebrecher wurde auch derjenige bestraft, der den außerehelichen Geschlechtsverkehr mit der Tochter des Haushaltsvorstands vollzogen hatte. Wurde ein moichós vom kyrios (Vormund der Frau oder der Tochter) auf frischer Tat ertappt, so konnte dieser laut Gesetz den moichós bestrafen, ohne Sanktionen dafür befürchten zu müssen. Diese Strafe konnte im Extremfall die Tötung des moichós sein, aber auch körperliche Strafen oder nur die Gefangensetzung zum Zwecke der Einforderung einer Entschädigung umfassen. Eine der möglichen Strafen war die Rettichstrafe. Bei dieser wurde der moichós mit einem Rettich anal vergewaltigt und die Schamhaare wurden ihm mit heißer Asche entfernt. Zu dem physischen Schmerz kam hier die psychische Demütigung der gewaltsamen Penetration (Feminisierung) hinzu. Die Strafe war zudem etwas Besonderes, da athenische Bürger ansonsten nach geltendem Recht nicht mit Körperstrafen bedacht werden durften; diese Strafen waren Kindern und Sklaven vorbehalten.
Auf diese Strafe bezugnehmend, spottete der Komödiendichter Xenarchos darüber, dass es für einen attischen Mann kaum möglich sei, mit einer fremden verheirateten Frau zu schlafen, wo er doch immer an die Gesetze Drakons – und damit an diese Strafe – denken musste. Auch in den Wolken des Aristophanes debattieren zwei Anwälte über einen ertappten moichós und dessen Bestrafung, wobei der Anwalt des geschädigten Mannes die Rettichstrafe durchsetzen möchte. In der Geschichte der Pflanzen des Philosophen und Naturforschers Theophrastos von Eresos werden verschiedene Retticharten aufgeführt, wobei anzunehmen ist, dass der für die Bestrafung benutzte Rettich die korinthische Unterart war, da diese von besonderer Größe war.
Manche moderne Forscher glauben, dass nicht nur Rettiche, sondern auch Skorpionfische in derselben Weise und bei denselben Vergehen verwendet wurden. Nach der rektalen Einführung wäre jedoch eine Entfernung des Fisches wegen der sich aufstellenden Kiemen ohne starke Verwundungen kaum möglich. Hinzu kommt die Giftigkeit des Fisches, die eine langsame, potenziell tödliche Vergiftung hervorrufen würde. Eine solche Art der Folter ist jedoch für Athen kaum anzunehmen, wie der britische Althistoriker David Cohen nachwies.
Der römische Dichter Catull (1. Jahrhundert v. Chr.) droht in seinem carmen XV diese Strafe seinem Freund Aurelius an, falls dieser sich an Catulls „puer“ vergehen sollte:
Ha dann weh dir, du Ärmster, Unglückseliger:

hoch die Beine und auf das Loch da hinten,

daß dich Fische und Rüben dafür stopfen!